# Dziewięciozgłoskowiec
Dziewięciozgłoskowiec – forma wierszowa złożona z dziewięciu sylab.
W wersyfikacji polskiej najczęściej pojawia się jako wers w wierszu sylabicznym, zwykle trzyakcentowy, bezśredniówkowy lub dzielony (np. 5 + 4). Często występuje także w sylabotonikach (np. w trypodii amfibrachicznej) oraz w wierszach różnowersowych. Może również stanowić jeden z członów rozbudowanego wersu sylabicznego (np. 9 + 6). 
Gdy mi się wszystko koło mroczy,
Gdy się powszednim trudem znużę —
Wtedy mi patrzeć daj w swe oczy,
W swe oczy czarne, ciche, duże...
Lucjan Rydel, Hania
Dziewięciozgłoskowiec ze średniówką po sylabie piątej, w naturalny sposób jambiczny, jest jednym z najpopularniejszych formatów wiersza w literaturze współczesnej.